# Reiner Haseloff
Reiner Haseloff (ur. 19 lutego 1954 w m. Bülzig w powiecie Wittenberga) – niemiecki polityk i fizyk, minister w rządzie krajowym, a od 2011 premier Saksonii-Anhaltu, w latach 2020–2021 przewodniczący Bundesratu.

## Życiorys
W latach 1973–1978 studiował fizykę na Uniwersytecie Technicznym w Dreźnie oraz na Uniwersytecie Humboldtów w Berlinie. Na drugiej z tych uczelni doktoryzował się w 1991. W latach 1978–1990 pracował w Wittenberdze jako badacz w instytucie naukowym zajmującym się ochroną środowiska.
W działalność polityczną zaangażował się po przemianach politycznych zapoczątkowanych w 1989, dołączając do Unii Chrześcijańsko-Demokratycznej (CDU). W latach 1990–1991 i 1999–2002 był radnym miejskim, a od 1990 do 2002 radnym powiatowym. W latach 1990–1992 pełnił funkcję zastępcy starosty powiatu Wittenberga. Następnie do 2002 kierował powiatowym urzędem pracy. W 2004 został wiceprzewodniczącym regionalnych struktur CDU, a w 2008 członkiem zarządu krajowego partii. Od maja 2002 do kwietnia 2006 pełnił obowiązki sekretarza stanu w regionalnym ministerstwie gospodarki i pracy, następnie do kwietnia 2011 stał na czele tego resortu.
Od 2011 wybierany na posła do landtagu. W kwietniu 2011 powołany na premiera Saksonii-Anhaltu w ramach tzw. wielkiej koalicji z Socjaldemokratyczną Partią Niemiec. W kwietniu 2016 wybrany na kolejną kadencję, tym razem również głosami Zielonych. W kadencji 2020–2021 przewodniczący Bundesratu. We wrześniu 2021 utworzył swój trzeci gabinet, w skład którego weszły CDU, SPD i liberałowie.

## Odznaczenia
- Wielki Krzyż Zasługi z Gwiazdą i Wstęgą Orderu Zasługi Republiki Federalnej Niemiec (2023)[5]